# Oogamia

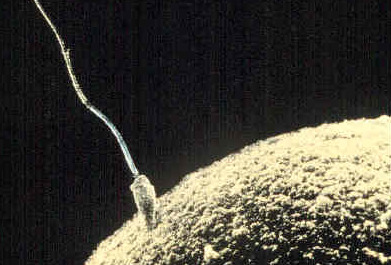
Espermatozoides pequenos e móveis na superfície de um óvulo

Oogamia é uma forma de anisogamia em que os gametas diferem em tamanho e forma. Na oogamia, o gameta feminino grande (também conhecido como óvulo) é imóvel, enquanto o gameta masculino pequeno (também conhecido como esperma) é móvel.
O termo oogamia foi usado pela primeira vez no ano de 1888.

## Ocorrência
A oogamia é encontrada em quase todas as espécies animais que se reproduzem sexualmente. Há exceções, como os opiliões que possuem espermatozoides imóveis.
A oogamia é encontrada em todas as plantas terrestres, e em algumas algas vermelhas, algas marrons e algas verdes. A oogamia é favorecida em plantas terrestres porque apenas um gameta precisa viajar por ambientes hostis fora da planta. A oogamia também está presente em oomicetos.

## Evolução
É geralmente aceito que a isogamia é o estado ancestral e que a oogamia evolui da isogamia para a anisogamia. Quando a oogamia evoluiu, machos e fêmeas geralmente diferem em muitos aspectos. A oogamia evoluiu antes da transição da fertilização externa para a interna.
Nas estreptófitas, a oogamia ocorreu antes da separação das algas verdes.